# Токен трудных времён

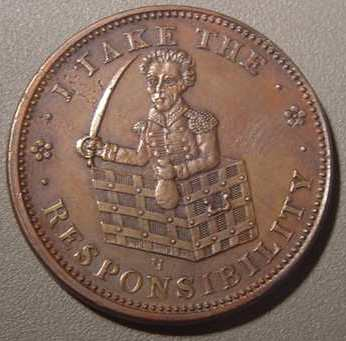
L44, HT69, токен трудных времён, сюжет которого навеян паникой 1837 года. Он изображает Эндрю Джексона и чемодан. Современная стоимость — от 30 до 150 долларов, в зависимости от сохранности

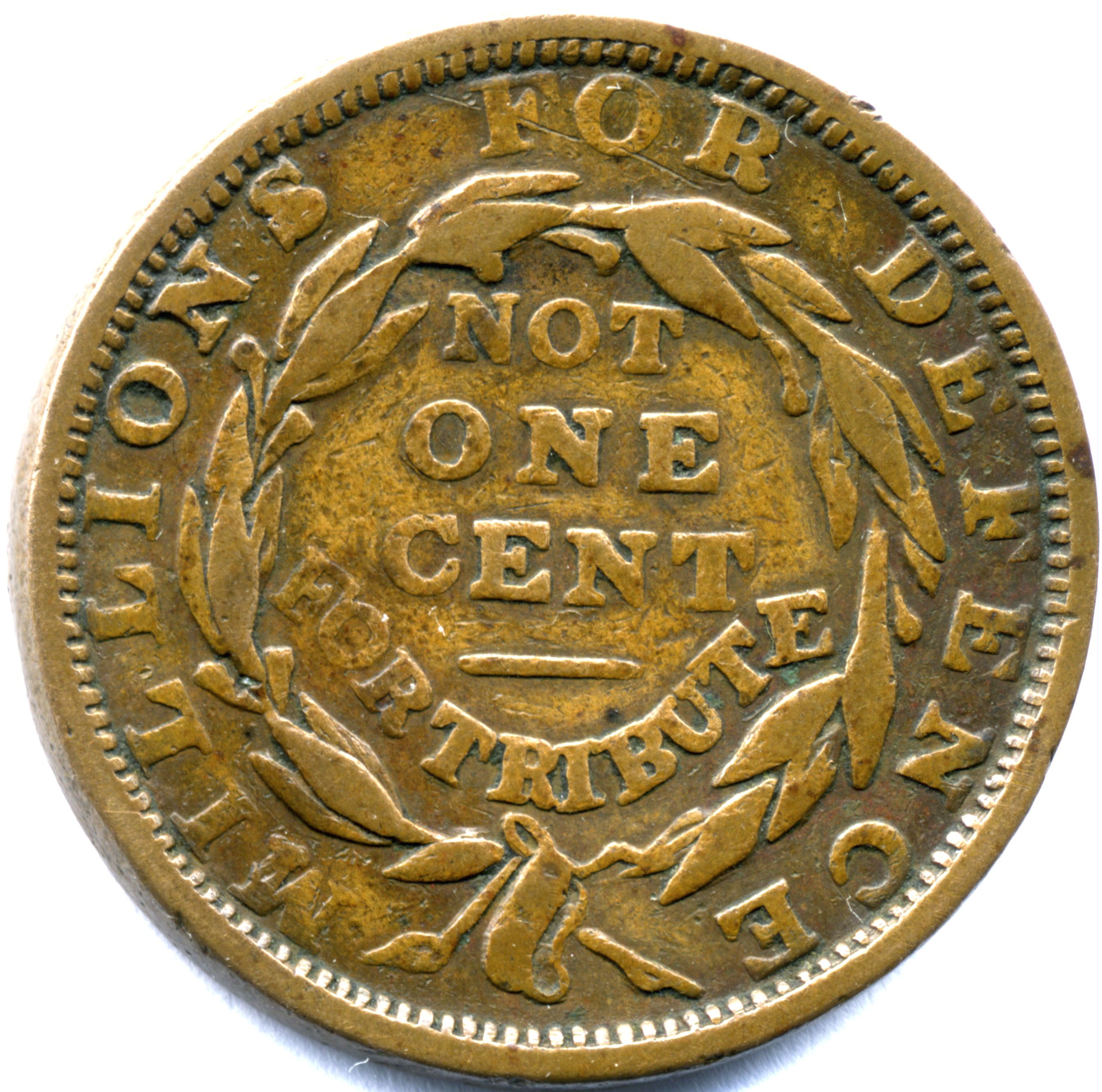
Классический токен трудных времён с легендой «Миллионы на оборону, ни единого цента на дань» (фраза политика Роберта Харпера), известный под неофициальным названием «Ни единого цента»

Токены трудных времён (тяжёлых времён) (англ. Hard times token) — медные токены номиналом полцента и цент, чеканившиеся в период с 1833 по 1843 год и служившие неофициальным средством оплаты в США во время политического и финансового кризиса. Выпускались частным образом с изображениями на торговые, политические и сатирические сюжеты, использовались во время политического и финансового кризиса в США.
В настоящее время токены являются относительно доступными по цене для нумизматов и интересующихся политической историей США.

## Предпосылки

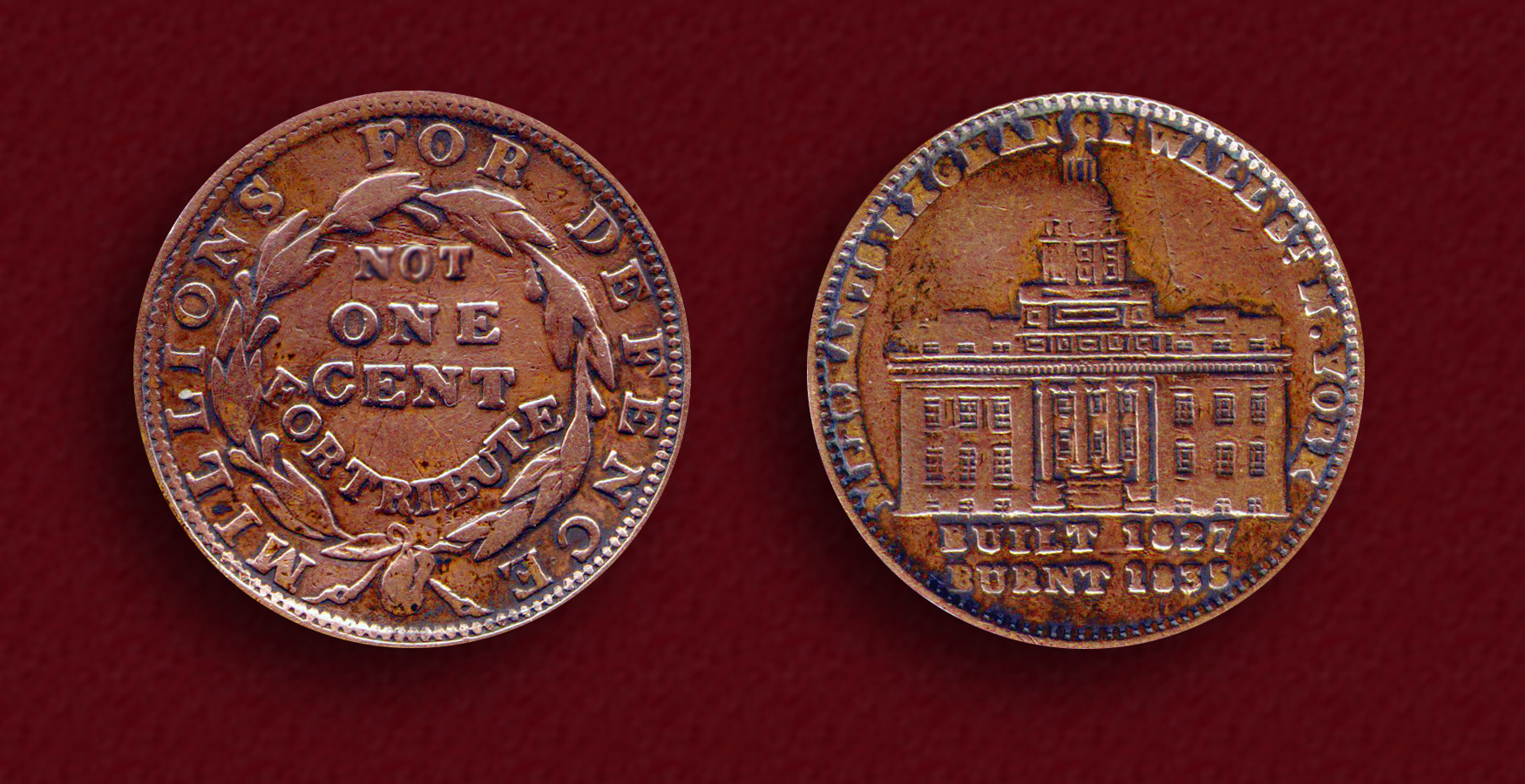
Токен 1837 г. с легендой «Ни единого цента в качестве дани», ХТ#293

В 1832 году президент Эндрю Джексон баллотировался на второй срок и в ходе кампании призвал к упразднению Второго банка Соединённых Штатов. Выиграв выборы, он прилагал все усилия к ослаблению банка, пока лицензия последнего не истекла в 1836 году. В отсутствие национального банка Соединённых Штатов банки отдельных штатов, пытаясь компенсировать нехватку бумажных денег, выпустили большое количество собственных банкнот, что вызвало инфляцию. В надежде остановить инфляцию и спекуляцию государственными землями Джексон и его министр финансов Леви Вудбери издали циркуляр от 11 июля 1836 года, который предписывал, что начиная с 15 августа 1836 года банки и другие органы, получающие государственные деньги, должны были принимать к оплате за государственные земли только золотые и серебряные монеты.
Вместо предполагаемых Джексоном результатов циркуляр повлёк за собой совсем иной эффект — положил конец периоду экономического процветания. Порождённая циркуляром паника привела к тому, что люди стали копить звонкую монету. Поскольку монета исчезла из оборота, банки и торговцы начали испытывать проблемы. Уже очень скоро последствия опрометчивого решения Джексона стали ощущаться по всей стране, и разразилась всеобщая депрессия.
К тому времени Джексона на посту президента сменил его вице-президент Мартин ван Бюрен. Период экономических трудностей (паника 1837 года и её последствия) получил известность под названием «тяжёлые времена» или «трудные времена» (в русскоязычной литературе нет устоявшегося перевода).